# Abbey Dawn

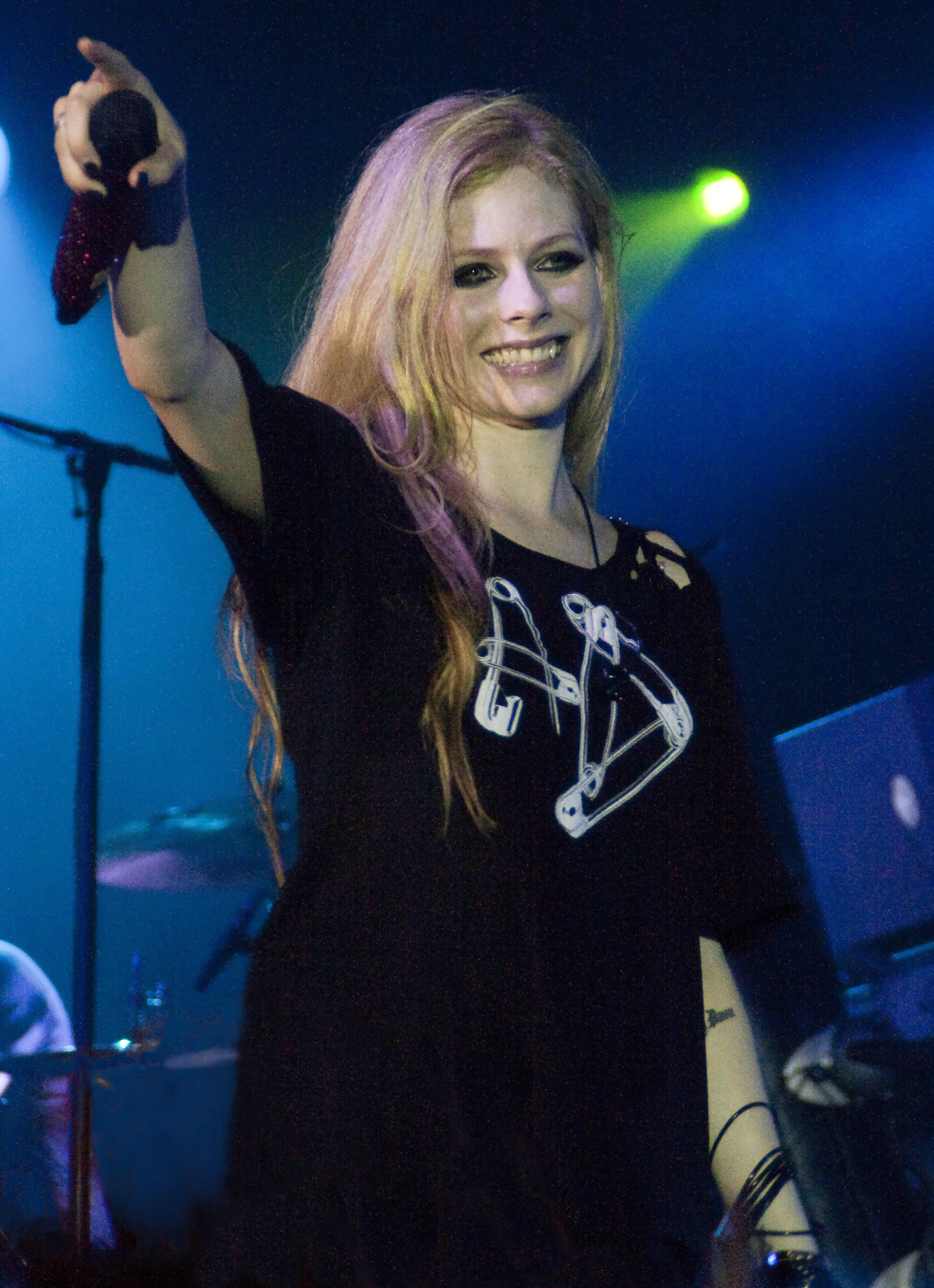
Lavigne en 2011 sur scène à Jakarta, Indonésie, à sa tournée Black Star Tour portant des vêtements Abbey Dawn.

Abbey Dawn est une marque de vêtements créée par la musicienne canadienne Avril Lavigne. La marque cible initialement les enfants, puis les adultes. En 2010, la marque commercialise des vêtements pour hommes. La marque apparaît brièvement dans le vidéoclip de la chanson What the Hell.

## Histoire
Avril Lavigne, créatrice de la marque, lui attribue le surnom que lui donnait son père lorsqu'elle était enfant. Abbey Dawn est créée fin 2008 en tant que marque commerciale américaine. En octobre 2008, une boutique éphémère située à l'entrée du magasin Laforet ouvre à Harajuku, Tokyo, au Japon. L'année suivante, la marque lance son défilé de mode lors de la New York Fashion Week en septembre. La marque Abbey Dawn est, à l'origine, exclusivement vendue dans les magasins Kohl's aux États-Unis, et Boathouse au Canada. Elle est désormais vendue chez Trash and Vaudeville à New York, et dans d'autres magasins à travers l'Amérique du Nord, l'Europe, la Chine, et le Japon. Les vêtements Abbey Dawn sont retirés des magasins Kohl's en mai 2009. Le service JustFab annonce la vente des accessoires Abbey Dawn à ses membres en mars 2012. En septembre 2012, Lavigne présente sa collection d'automne.